# Serra do Salitre
Serra do Salitre est une municipalité brésilienne de l'État du Minas Gerais et la microrégion de Patrocínio.